# گل‌غلتان

آیین گل‌غلتان نوزادان یکی از رسوم دیرینه شهر امیریه (دامغان) و در نخستین بهار زندگی نوزاد برگزار می‌شود.
مراسم گل‌غلتان نوزاد با گل محمدی از نسل‌های پیش به یادگار مانده و در زمرهٔ میراث معنوی استان سمنان به شمارهٔ ۱۷۷ در سال ۱۳۸۹ خورشیدی در فهرست آثار ملی به ثبت رسیده است. جشنوارۀ ملی گل‌غلتان اولین اثر معنوی استان سمنان و دومین اثر معنوی کشور پس از نوروز باستانی است به ثبت ملی رسیده است. اکنون این آیین اردیبهشت هر سال به صورت یک جشنوارۀ ملی برگزار می‌شود.

## پیشینه
در گذشته این مراسم برای نوزادانی که در فصل بهار متولد می‌شدند، در دهمین روز پس از تولد، در حمام عمومی محل، پس از غسل روز دهم انجام می‌شد. برای دیگر نوزادان که در سایر فصول سال به دنیا می‌آمدند، این مراسم در اولین بهار زندگی‌شان برگزار می‌گردید.
خانواده‌هایی که آگاهی از زمان تولد فرزند خود دارند، در طول سال اقدام به نگهداری مقداری برگ گل در یخچال نموده تا با تولد نوزاد به انجام این مراسم بپردازند.
به‌طور کامل مراسم گل‌غلتان از تولد یک سالگی نوزاد صورت می‌گیرد. در باور اهالی منطقه، غلتاندن نوزاد در میان گل‌های محمدی، سبب طراوت و شادابی او و دور ماندن از زشتی‌ها و بیماری‌های مختلف است. همچنین معتقدند طراوت گل‌برگ‌ها از پوست بدن نوزاد محافظت کرده و کودک را خوش‌رو و سرزنده نگاه می‌دارد و بیماری‌ها و حساسیت‌ها را از او دور می‌کند.

## روش
آیین گل‌غلتان برای نوزادانی که اولین بهار زندگی را می‌گذرانند اجرا می‌شود و بیشتر توسط مادر، خاله، عمه و مادربزرگ انجام می‌شود. اگر تولد نوزاد با فصل بهار و زمان رویش گل‌های محمدی مصادف شود، چند نفر از زنان فامیل برای چیدن گل، اول صبح به باغ و مزارع رفته و با ذکر صلوات و خواندن ابیاتی چون:
| همه کوه و کمر بوی تو داره یا محمد |  | کدوم گل قامت روی تو داره یا محمد |
| همون ماه‌ای که از کوه می‌زنه سر     |  | نشان طاق ابروی تو داره یا محمد   |

| ای سرو چنار از کجا آمده‌ای  |  | ای خرمن گل ز باغ جان آمده‌ای |
| خون شد جگرم برای دیر آمدنت |  | ای خرمن گل ز باغ جان آمده‌ای |

به جمع‌آوری گل‌های محمدی برای اجرای مراسم می‌پردازند.
پس از جمع‌آوری گل‌های چیده‌شده، آنها را پرپر می‌کنند و در خانه نوزاد را حمام کرده، پس از خشک کردن تن و بدنش وی را میان پارچه‌ای که معمولاً سفید است و گل‌برگ‌ها در آن ریخته شده، در بستری از گل‌برگ‌های محمدی می‌خوابانند و چهار نفر از اعضای خانواده، چهارگوشهٔ پارچه را با صلوات و شعرخوانی و برای توصیف بیشتر زیبایی‌ها، نوزاد را در گل‌برگ‌ها تطهیر می‌کنند و می‌غلتانند. پس از انجام مراسم، مهمانان با چای و شربت و شیرینی پذیرایی می‌شوند.

## نگارخانه

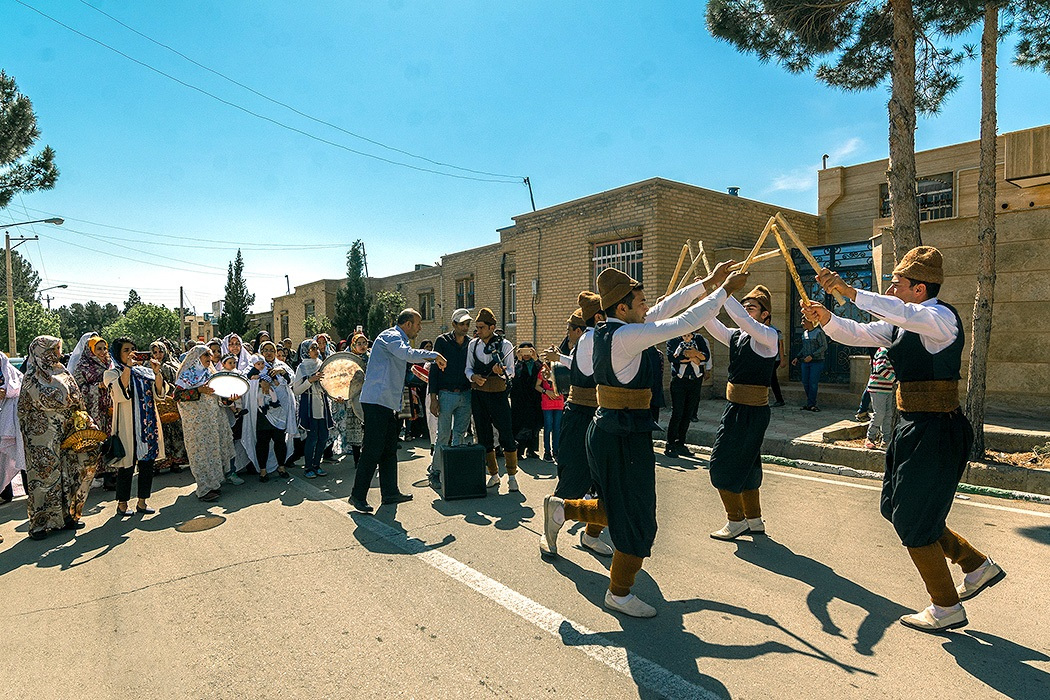
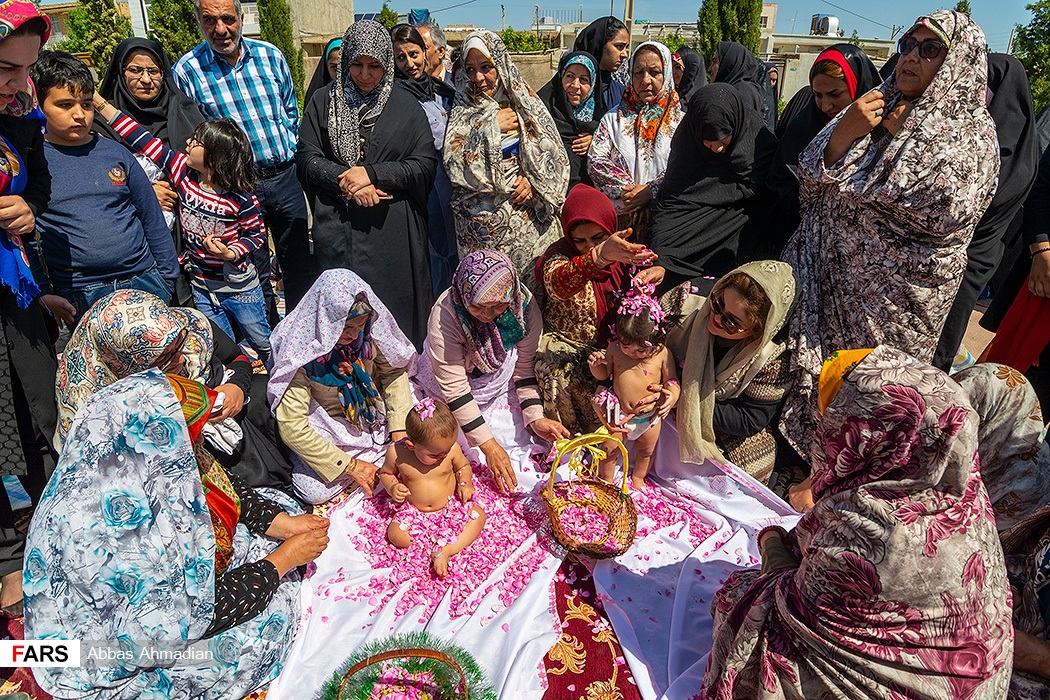
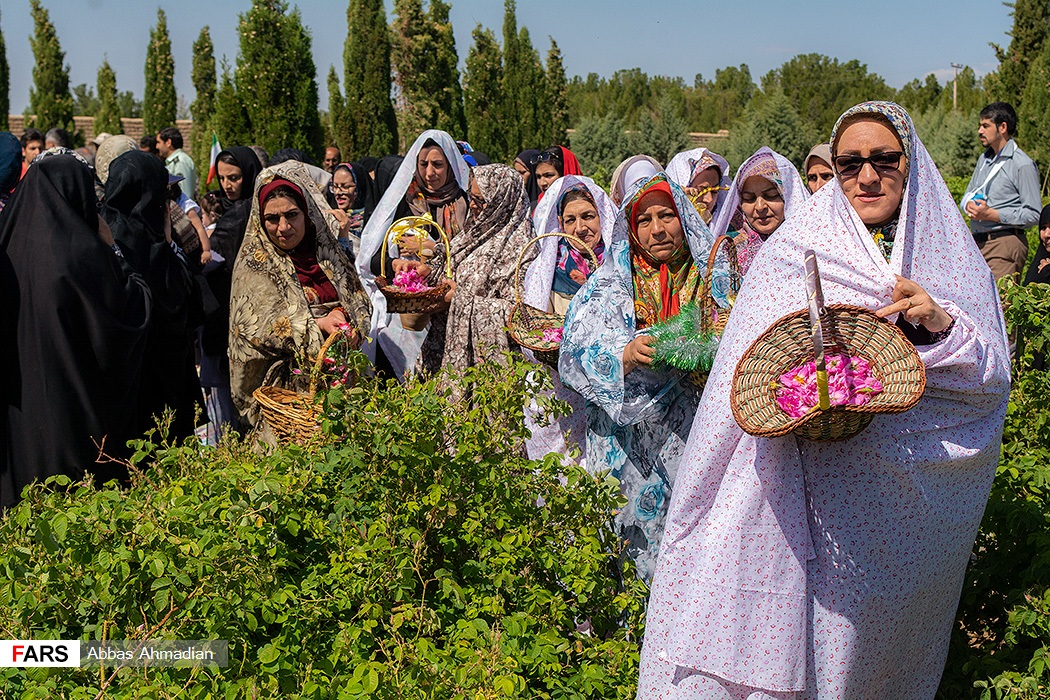
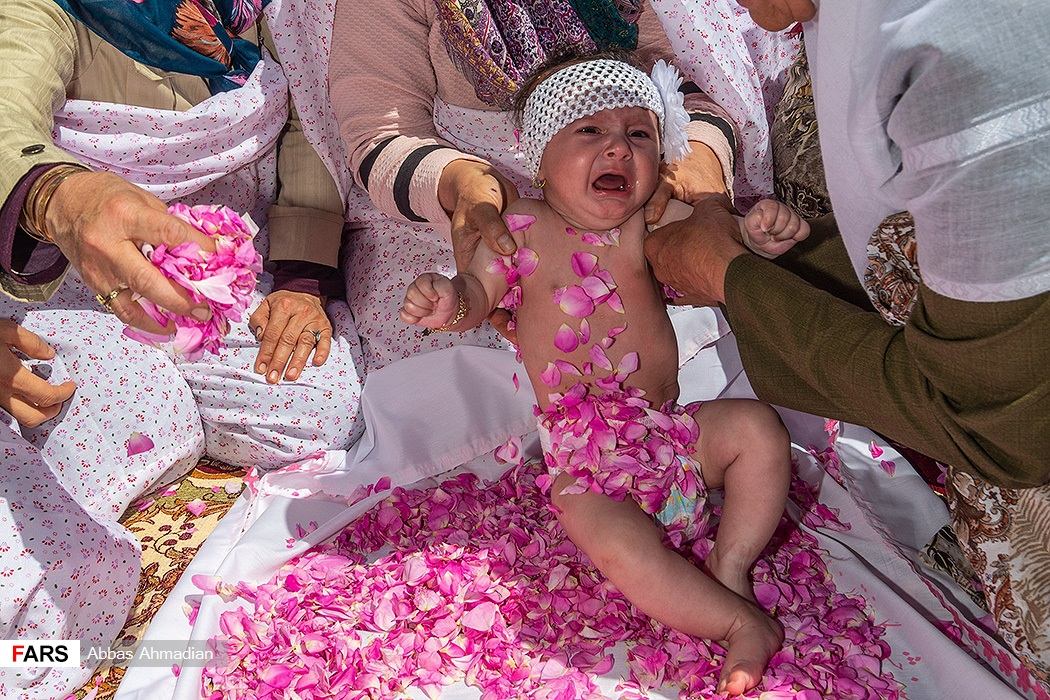
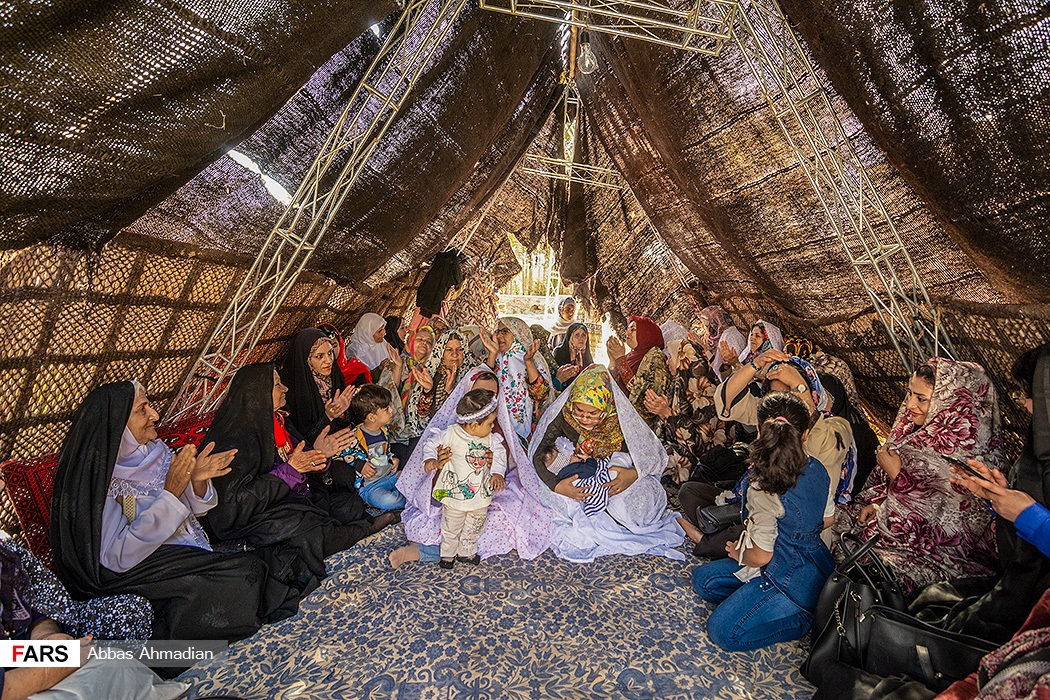
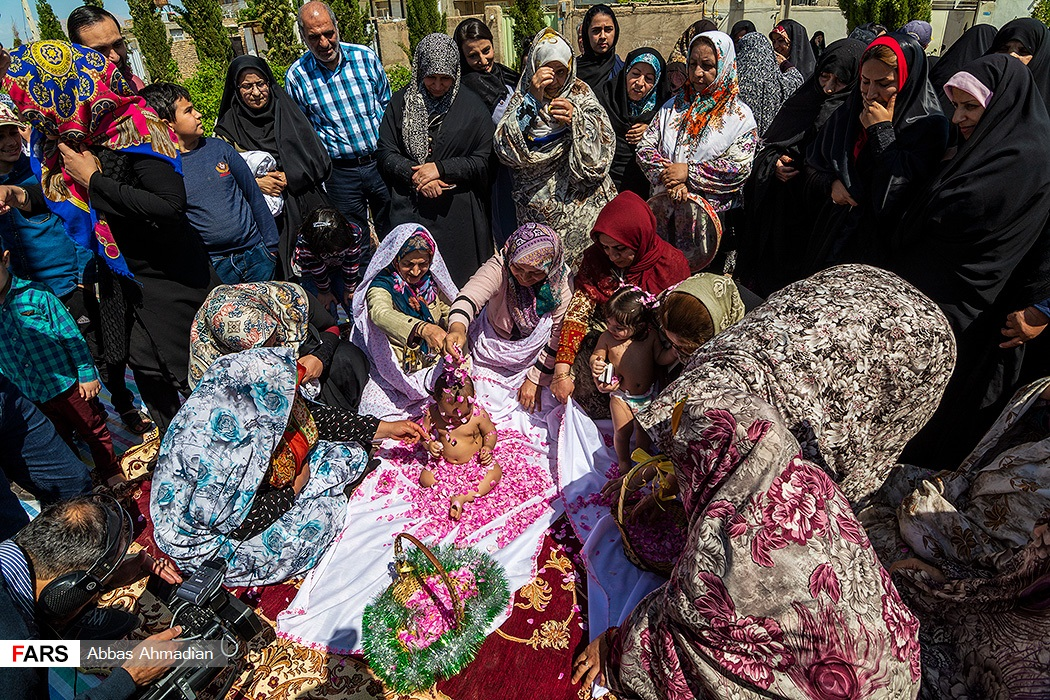
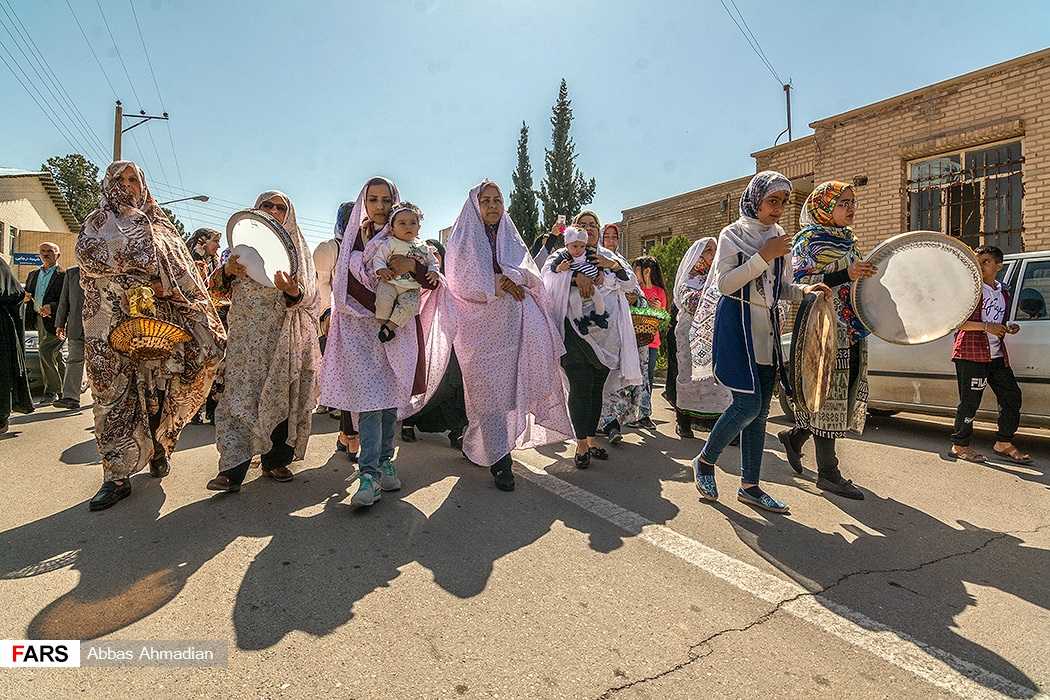